# Neurey-en-Vaux
Neurey-en-Vaux è un comune francese di 171 abitanti situato nel dipartimento dell'Alta Saona nella regione della Borgogna-Franca Contea.

## Società

### Evoluzione demografica
Abitanti censiti